# 伊斯蘭如廁禮儀
伊斯蘭如廁禮儀是伊斯兰教有關穆斯林如廁時需遵行的個人禮儀。在伊拉蘭衛生律法中，對應如廁禮儀的律法稱為Qadaa' al-Haajah。
古兰经上唯一相關的規定是在沒有水時，可以用乾淨的土洗手和臉。有關是否要用左手或是右手，踏進廁所時要用左腳還是右腳，踏出廁所時要用左腳還是右腳之類的議題，是從聖訓上所衍生的。

## 規定
穆斯林需要先找一個遠離死水、遠離人行通道，也沒有陰影的地方，建議用左腳走進此區域會比較好，進入後背對基卜拉（禱告要朝向的方向）。依照穆罕默德·伊本·伊斯梅尔·布哈里所記錄的聖訓，穆罕默德每次要如廁時，都會說Bismillahi Allahumma Inni Audhubika Minal Khubsi Wal Khabais（以真主安拉之名，我向祢祈求保護，遠離一切令人反感和邪恶的事物）。穆斯林建議在進入廁所前就要唸這段禱文。
在上廁所時需要靜默，強烈建議此時不要說話、問候別人或是回應別人的問候。若二位男性一起上廁所時，不能交談，也不能觀看其他人的生殖器官，在廁所中嚴格禁止進食。
在排便後需用左手用水清洗肛門。在排尿後也需要用左手用水洗阴茎或是女陰。這個清洗的程序稱為istinja，一般會用稱為bodna的容器裝水進行。古兰经第五章第六節要求上廁所後也要洗手。
在離開廁所時，會建議用右腳踏出廁所，並且唸一段禱文：「赞美歸於安拉，讓我脫離污穢，且讓我安心。」

## 外部連結
- Islamic toilet etiquette in the hadith （页面存档备份，存于） and fiqh (Islamic jurisprudence) （页面存档备份，存于）